# Cyclaspis clarki
Cyclaspis clarki är en kräftdjursart som beskrevs av Hale 1944. Cyclaspis clarki ingår i släktet Cyclaspis och familjen Bodotriidae. Inga underarter finns listade i Catalogue of Life.